# Homotoma annesleae
Homotoma annesleae är en insektsart som först beskrevs av Yang och Li 1984.  Homotoma annesleae ingår i släktet Homotoma och familjen Homotomidae. Inga underarter finns listade i Catalogue of Life.